# Isotominella
Genre
Isotominella est un genre de collemboles de la famille des Isotomidae.

## Distribution
Les espèces de ce genre se rencontrent en Afrique subsaharienne.

## Liste des espèces
Selon Checklist of the Collembola of the World (version du 30 août 2019) :
- Isotominella geophila Delamare Deboutteville, 1948
- Isotominella pilosa Delamare Deboutteville, 1948

## Publication originale
- Delamare Deboutteville, 1948 : Recherches sur les collemboles termitophiles et myrmecophiles (écologie, éthologie, systématique). Archives de Zoologie Experimentale et Generale, Paris, vol. 85, p. 261-425.